# Хейс, Карлтон Д. Х.
Карлтон Джозеф Хантли Хейс (англ. Carlton Joseph Huntley Hayes, 16 мая 1882 — 2 сентября 1964) — американский профессор, дипломат. Был одним из основных специалистов по исследованию национализма. Он был избран президентом Американской Исторической Ассоциации. Служил послом Соединённых Штатов в Испании во время Второй мировой войны, однако попал под критику Конгресса профсоюзов и коммунистов, которые были против контактов с Испанией Франко.

## Биография
Хейс родился в Афтоне, штат Нью-Йорк в баптистской семье. Он окончил бакалавриат Колумбийского университета в 1904 году. А в 1909 году получил степень доктора философии. Хейс начал преподавать европейскую историю в университете в 1907 году. Стал профессором в 1919 году.
Основной сферой его научных интересов было изучения национализма. В ноябре 1939 года, на первом научном симпозиуме, посвящённом природе тоталитарного государства исследователь объяснил, что тоталитаризм — это феномен рыночной экономики, феномен буржуазной цивилизации и за её пределами он не работает. К тоталитарным режимам Хейс отнёс Италию Муссолини и Гитлеровскую Германию. Сталинский Советский Союз, по его убеждению, — совершенно иной тип государства.
Хейс умер 2 сентября 1964 года в госпитале Сидни от сердечного заболевания, штат Нью-Йорк.